# The Sticky Bicycle
The Sticky Bicycle è un cortometraggio muto del 1907 diretto da Lewin Fitzhamon.

## Trama
Due ragazzini dispettosi incollano il sellino di una bicicletta lasciata incustodita con la colla per attaccare i poster. Quando il ciclista ritorna, non si rende conto dell'accaduto, monta in sella e pedala. Poi, però, si accorge di non poter più smontare di sella e chiede aiuto.

## Produzione
Il film fu prodotto dalla Hepworth.

## Distribuzione
Distribuito dalla Hepworth, il film - un cortometraggio di trenta metri - uscì nelle sale cinematografiche britanniche nell'ottobre 1907. Nello stesso anno, la Williams, Brown and Earle lo presentò anche negli Stati Uniti.
Si conoscono pochi dati del film che, prodotto dalla Hepworth, fu distrutto nel 1924 dallo stesso produttore, Cecil M. Hepworth. Fallito, in gravissime difficoltà finanziarie, il produttore pensò in questo modo di poter almeno recuperare il nitrato d'argento della pellicola.